# Salon du livre romand
Le Salon du livre romand est une manifestation littéraire qui se tient chaque année dans le canton de Fribourg, en Suisse. 
Depuis sa troisième édition en 2016, il se tient en ville de Fribourg. Fondé par l'écrivaine Marilyn Stellini, sa présidence est reprise pour sa quatrième édition, en 2018, par Charly Veuthey, directeur des éditions Faim de siècle.
Sa vocation depuis sa fondation est la promotion locale du livre romand, et, se définissant comme un salon d'éditeurs, il propose également une programmation d'événements littéraires tels qu'entretiens, débats et lectures publics.

## Éditions et fréquentation
La première édition du salon s'est tenue les samedi 22 et dimanche 23 novembre 2014 à Espace Gruyère, Bulle,, et a attiré environ 1 000 visiteurs. Pierrick Destraz, Marie-Christine Horn, Claude Maier, Alain-Jacques Tornare, François Gachoud et Tiffany Schneuwly étaient notamment présents.
La seconde édition s'est déroulée les 21 et 22 novembre 2015, toujours à Bulle et a attiré environ 2 000 visiteurs.
La troisième édition, les 19 et 20 novembre 2016, a vu le salon déménager à Fribourg et sa fréquentation se stabiliser,. Cette édition a accueilli des auteurs de renommée nationale ou internationale tels que Jean Ziegler, Metin Arditi, Marc Voltenaueur, Mélanie Chappuis, Marie Christine Horn, Michel Simonet, Marc Boivin ou encore Georges Pop.
La quatrième édition, les 3 et 4 mars 2018, est devenue printanière, et a été invitée par la bibliothèque cantonale et universitaire de Fribourg. Sa fréquentation a augmenté de 50 % pour atteindre environ 3 000 personnes. Pour la première fois, la manifestation accueillait un hôte d'honneur, le Club 44.
La cinquième édition est annoncée pour les 16 et 17 février 2019.

## Débat sur la place de la promotion du livre à échelle locale
La création du salon du livre romand, manifestation s'ajoutant à d'autres événements littéraires bien installés en Suisse romande, tels que Le salon du livre de Genève et Le livre sur les quais, s'insère dans un contexte général de questionnement médiatique sur la place des manifestations autour du livre en Suisse,.